# 柳叶螺序草
柳叶螺序草（学名：Spiradiclis caespitosa f. subimmersa）为茜草科螺序草属螺序草下的一个变型。

## 扩展阅读
- 維基物種上的相關：柳叶螺序草